# ساليوت 7 (فلم)
ساليوت 7 هو فيلم كوارث روسي من إخراج كليم شيبينكو وبطولة فلاديمير فدافيتشينكوف، بافل دريفيانكو، ألكسندر سامويلنكو، فيتالي خايف، أوكسانا فانديرا وليوبوف أكسيونوفا، صدر الفيلم في 12 أكتوبر 2017.

## روابط خارجية
- ساليوت 7 على موقع IMDb (الإنجليزية)
- ساليوت 7 على موقع روتن توميتوز (الإنجليزية)
- ساليوت 7 على موقع ألو سيني (الفرنسية)
- ساليوت 7 على موقع فيلمافينيتي (الإسبانية)
- ساليوت 7 على موقع قاعدة بيانات الفيلم (الإنجليزية)
- ساليوت 7 على موقع ليتربوكسد (الإنجليزية)
- ساليوت 7 على موقع كينوبويسك (الروسية)